# 神橋一彦
神橋 一彦（かんばし かずひこ、1964年7月3日 - ）は、日本の法学者。専門は行政法。学位は、博士（法学）（1994年）（学位論文「公権論に於ける基本権の位置づけ-行政行為に於ける憲法と法律の交錯-」）。立教大学法学部教授。指導教官は藤田宙靖（東北大学名誉教授・元最高裁判事）。岡山県津山市出身

## 経歴
略歴は以下のとおり。
- 1983年3月 - 岡山県立津山高等学校卒業
- 1987年3月 - 東北大学法学部卒業
- 1989年3月 - 東北大学大学院法学研究科公法学専攻博士課程前期２年の課程修了
- 1994年3月 - 東北大学大学院法学研究科公法学専攻博士課程後期３年の課程 修了、博士（法学）（博士学位論文「公権論に於ける基本権の位置づけ-行政行為に於ける憲法と法律の交錯-」）
- 1994年4月 - 金沢大学法学部助教授
- 2001年9月 - フンボルト大学（ドイツ連邦共和国）にて在外研究（2003年3月まで）
- 2004年4月 - 立教大学法学部教授（現在に至る）
- 2007年4月 - 立教大学大学院法務研究科教授　(2014年3月まで併任）
- 2016年4月 - 立教大学法学部長・大学院法学研究科委員長（2018年3月まで）

## 著書
- 『行政訴訟と権利論』（信山社，初版・2003年，新装版・2008年）
- 『行政救済法』（信山社，初版・2012年，第2版・2016年）
- 『行政判例と法理論』（信山社，2020年）

## 論文
- 国立情報学研究所収録論文 国立情報学研究所